# مركز روكفلر

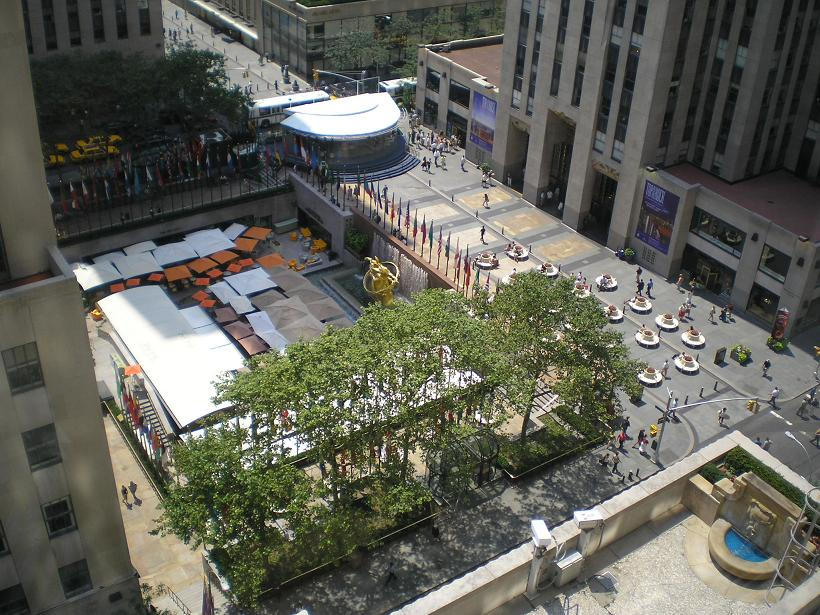
صورة من زاوية علوية لساحة مركز روكفلر، قلب مركز روكفلر

مركز روكفلر هو عبارة عن مجمع مكون من 19 بناية تجارية تغطي 22 فدانا بين الشارع الثامن والأربعين والحادي والخمسين في مدينة نيويورك, وقد بني عام 1939م من قبل أسرة روكفلر، أحد أشهر العائلات الثرية في الولايات المتحدة. يقع المركز في وسط مانهاتن، ويمتد بين الجادتين الخامسة والسابعة في مانهاتن. أعلن هذا المركز معلماً وطنياً تاريخياً في عام 1987. يعتبر هذا المجمع الخاص الأكبر من نوعه في العالم, كما أنه يعتبر رمزا لنمط الفن المعماري الحديث الذي امتزج بالقوة الرأسمالية.